# Çaykenarı, Korkuteli
Çaykenarı là một xã thuộc huyện Korkuteli, tỉnh Antalya, Thổ Nhĩ Kỳ. Dân số thời điểm năm 2011 là 424 người.